# Big Falls, Quận Rusk, Wisconsin
Big Falls là một thị trấn thuộc quận Rusk, tiểu bang Wisconsin, Hoa Kỳ. Năm 2010, dân số của thị trấn này là 138 người.